# Кишш, Тамаш (гребец)
Тамаш Кишш (венг. Kiss Tamás; 9 мая 1987, Айка) — венгерский гребец-каноист, выступает за сборную Венгрии начиная с 2008 года. Бронзовый призёр летних Олимпийских игр в Пекине, обладатель двух бронзовых медалей чемпионатов мира, серебряный призёр чемпионата Европы, победитель многих регат национального и международного значения.

## Биография
Тамаш Кишш родился 9 мая 1987 года в городе Айка, медье Веспрем. Активно заниматься греблей начал с раннего детства, проходил подготовку в Будапеште, состоял в столичном спортивном клубе Csepeli KKE.
Первого серьёзного успеха на взрослом международном уровне добился в 2008 году, когда попал в основной состав венгерской национальной сборной и благодаря череде удачных выступлений удостоился права защищать честь страны на летних Олимпийских играх в Пекине. Стартовал здесь в двойках вместе с титулованным напарником Дьёрдем Козманном на дистанции 1000 метров, благополучно дошёл до финальной стадии турнира и в решающем заезде завоевал бронзовую олимпийскую медаль, уступив на финише только экипажам из Белоруссии и Германии.
После пекинской Олимпиады Кишш остался в основном составе гребной команды Венгрии и продолжил принимать участие в крупнейших международных регатах. Так, 2014 году он побывал на чемпионате Европы в немецком Бранденбурге, откуда привёз награду серебряного достоинства, выигранную в зачёте четырёхместных каноэ на дистанции 1000 метров. Кроме того, в этом сезоне выступил на чемпионате мира в Москве, где стал в той же дисциплине бронзовым призёром. Год спустя добавил в послужной список бронзовую медаль, полученную в километровой программе четвёрок на мировом первенстве в Милане.
Помимо участия в соревнованиях по спринтерской гребле, Тамаш Кишш также регулярно участвует в марафонских регатах. В частности, он является бронзовым призёром одиночной дисциплины марафонского чемпионата мира, прошедшего в 2013 году в Копенгагене.